# Jamil Wilson
Jamil Wilson, né le 21 novembre 1990 à Milwaukee dans le Wisconsin, est un joueur américain de basket-ball évoluant au poste d'ailier.

## Biographie
Au mois d'août 2020, il rejoint la Virtus Rome en première division italienne.